# Manuel Pelino Domingues
Manuel Pelino Domingues (Lentisqueira, Mira, 7 de Outubro de 1941) é um Bispo católico português, sendo actualmente Bispo Emérito de Santarém, em Portugal.

## Biografia
D. Manuel Pelino Domingues nasceu em 7 de Outubro de 1941 em Lentisqueira,  no concelho de Mira. Foi ordenado sacerdote em 15 de Agosto de 1965 e nomeado bispo por João Paulo II em 19 de Dezembro de 1987. Antes de ser nomeado Bispo Auxiliar do Porto, tinha sido coadjutor na paróquia de São José em Coimbra. A sua ordenação episcopal decorreu em 13 de Março de 1988 em Coimbra.
Foi Bispo de Santarém de 27 de Janeiro de 1998 até 7 de Outubro de 2017, quando resignou por motivos de limite de idade, tendo continuado em funções como Administrador Apostólico da Diocese até 25 de Novembro de 2017, data da tomada de posse do seu sucessor, D. José Traquina.